# Guillaume de Beauregard
Guillaume de Beauregard est un ecclésiastique bénédictin de la fin du XIVe siècle, abbé de Saint-Claude (1348-1386), sous le nom de Guillaume IV et évêque de Sion (1386). Il appartient probablement à la famille noble de Beauregard, originaire du Jura.
Il a été remplacé, par erreur, dans la liste épiscopale de Sion par Guillaume de La Baume-Saint-Amour.

## Biographie

### Origines
Guillaume de Beauregard (Guillelmus IV. de Bello respectu) est issu de la famille noble de la Combe d'Ain, selon Dom Paul Benoit (1890-1892), située dans le massif du Jura.

### Abbatiat
Guillaume de Beauregard est abbé de Saint-Claude, succédant à Jean II de Roussillon, sous le nom de Guillaume IV. Toutefois, les dates de son abbatiat varie entre la liste traditionnelle des abbés de Saint-Claude (1348 à 1380) et leur correction à la suite du classement des archives de l'abbaye de Saint-Oyend-de-Joux, dite de Saint-Claude, en 1995.
Guillaume de Beauregard est élu le 12 septembre 1348 à la tête de l'abbaye bénédictine de Saint-Claude, par trois membres du Chapitre délégués. Il est à cette période prieur de Sermaize (Sermaize-les-Bains).
Paul Benoit indique qu'il est mentionné dans les actes jusqu'en 1380 où apparait un certain Guy (Guildo VI selon la Gallia Christiana), que l'on a considéré comme un nouvel abbé. Toutefois, les médiévistes contemporains Bruno Galland (1998), puis plus spécifiquement Vincent Corriol (2010), ont démontré que ce personnage était né d'une mauvaise traduction. Ainsi, Guillaume de Beauregard dirige l'abbaye jusqu'en 1386,,.

### Election sur le trône de Sion et confusion
Dans le contexte du Grand Schisme d'Occident, il est élu sur le trône épiscopal de Sion,, afin de remplacer Édouard de Savoie, transféré en Tarentaise.
Toutefois, selon la liste épiscopale de Sion, son nom a été remplacé par celui de Guillaume de La Baume-Saint-Amour, qui se trouve être également son successeur sur le trône abbatial de Saint-Claude. L'archiviste et historien Bruno Galland, dans son ouvrage Les papes d’Avignon et la Maison de Savoie (1998), relève cependant que « Les historiens du diocèse de Sion se sont fiés jusqu'ici aux listes des abbés de Saint-Claude dont ils disposaient ». Après analyses, il considère que c'est Guillaume de Beauregard qui monte sur le trône et non Guillaume de La Baume.
Il ne semble jamais s'être rendu dans son évêché et être décédé au cours de cette année 1386.